# Hutto Peak
Der Hutto Peak ist ein 1620 m hoher und spitzer Berg im westantarktischen Ellsworthland. In der Heritage Range des Ellsworthgebirges ragt er unterhalb des Founders Escarpment aus einem Gebirgskamm auf, der die oberen Abschnitte des Gowan- und des Splettstoesser-Gletschers voneinander trennt.
Der United States Geological Survey kartierte ihn anhand eigener Vermessungen und mithilfe von Luftaufnahmen der United States Navy aus den Jahren von 1961 und 1966. Das Advisory Committee on Antarctic Names benannte ihn 1966 nach Grey Hollis Hutto (1932–1997), Teilnehmer an zwei Kampagnen der Operation Deep Freeze zwischen 1964 und 1966.